# 첼시 (런던)

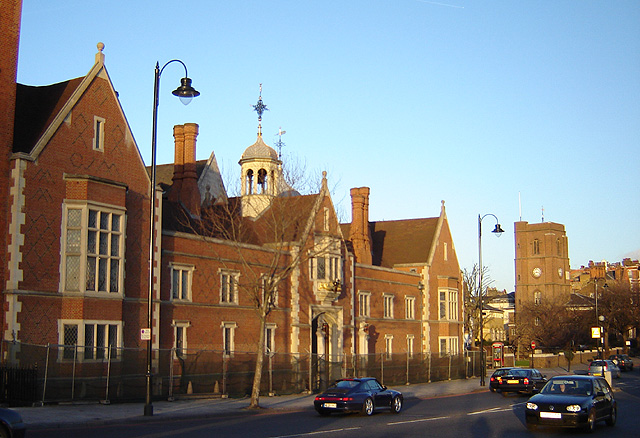
첼시

첼시(Chelsea)는 템스강 이북에 위치한 런던의 한 지역이다. 첼시 FC의 홈구장은 첼시 지역과 인접한 풀럼에 위치하고 있다.